# Liste der Baudenkmale in Ribbesbüttel
In der Liste der Baudenkmale in Ribbesbüttel sind alle Baudenkmale der niedersächsischen Gemeinde Ribbesbüttel aufgelistet. Die Quelle der Baudenkmale ist der Denkmalatlas Niedersachsen. Der Stand der Liste ist der 10. Januar 2023.

## Allgemein
In den Spalten befinden sich folgende Informationen:
- Lage: die Adresse des Baudenkmales und die geographischen Koordinaten. Kartenansicht, um Koordinaten zu setzen. In der Kartenansicht sind Baudenkmale ohne Koordinaten mit einem roten Marker dargestellt und können in der Karte gesetzt werden. Baudenkmale ohne Bild sind mit einem blauen Marker gekennzeichnet, Baudenkmale mit Bild mit einem grünen Marker.
- Bezeichnung: Bezeichnung des Baudenkmales
- Beschreibung: die Beschreibung des Baudenkmales. Unter § 3 Abs. 2 NDSchG werden Einzeldenkmale und unter § 3 Abs. 3 NDSchG Gruppen baulicher Anlagen und deren Bestandteile ausgewiesen.
- ID: die Objekt-ID des Baudenkmales
- Bild: ein Bild des Baudenkmales, ggf. zusätzlich mit einem Link zu weiteren Fotos des Baudenkmals im Medienarchiv Wikimedia Commons. Wenn man auf das Kamerasymbol klickt, können Fotos zu Baudenkmalen aus dieser Liste hochgeladen werden:

## Ribbesbüttel

### Gruppe: Gutskomplex
Die Gruppe hat die ID 44854614. Er befindet sich auf dem Gelände der nicht erhaltenen Burg Ribbesbüttel.
Ortsbildprägende Gruppe von historischer Bedeutung mit Herrenhaus, diversen Wohn- und Wirtschaftsgebäuden sowie Wasser- und Grünflächen, sowie Patronatskirche, Schul- und Küsterhaus und ehemaligen Pfarrhaus.

| Lage                                       | Bezeichnung               | Beschreibung | ID       | Bild |
| ------------------------------------------ | ------------------------- | --- | -------- | ---- |
| Gutsstraße 6 52° 25′ 53″ N, 10° 30′ 31″ O  | St.-Petri-Kirche          | Saalkirche als geschlemmter Bruchsteinbau mit polygonalem Chorschluss von 1736 unter steilem Satteldach in Ziegelpfannendeckung. Langschiff mit gestuften Strebepfeilern mit Kaffgesimsen von vermutlich 1711 und schlichten Rundbogenfenstern. Spitzbogiges Hauptportal am südwestlichen Eingangsvorbau unter Pultdach. Westlich mächtiger polygonaler sowie schiefergedeckter Dachreiter von 1870 als offener Glockenstuhl, mit Wimpergen mit Dreipässen und einem spitzen Helmabschluss. Im Inneren ein ungewöhnliches gotisierendes hölzernes Kreuzrippengewölbe, wohl zeitgleich mit der Chorerweiterung von 1736 anstelle eines älteren Holzgewölbes eingebracht. | 33936266 |      |
| Gutsstraße 8 52° 25′ 53″ N, 10° 30′ 34″ O  | Schule                    | Eingeschossiger Ziegelbau mit Zierfachwerk in Giebelfeldern unter abgeknickten, westlich halb abgewalmten Satteldach in Ziegelpfannendeckung. EG mit Öffnungen in Segmentbogenform, Fensterbänke aus Sandstein, Fassade über den Stürzen durch Putz gestalterisch hervorgehoben. Östlich außermittiger Risalit, Zierfachwerk mit quadratischen Abbund und vorkragendem oberen Giebelfeld auf Kopfbändern mit farbig gefasster Bohlenverschalung. Westliches Giebelfeld mit Winkelhölzern und stufenartiger farbig gefasster Bohlenverkleidung gestaltet. Rückwärtig niedrigerer Wirtschaftsanbau in Fachwerk. | 33936290 | BW   |
| Gutsstraße 5 52° 25′ 53″ N, 10° 30′ 38″ O  | Wohn-/ Wirtschaftsgebäude | Eingeschossiges Gebäude in Fachwerk unter Halbwalmdach in Ziegelpfannendeckung. Westseitige Traufseite mit Gauben sowie umgeformter Ladestock, Fachwerkgefüge mit gekuppelten Ständern und Ziegelausfachung, teils in Ziegelziersetzung. Ehemaliges Pfarrhaus, nach Brand 1836–38 wieder aufgebaut, 1975 Umnutzung zur Arztpraxis. | 33936242 | BW   |
| Gutsstraße 11 52° 25′ 52″ N, 10° 30′ 32″ O | Scheune                   | Eingeschossiger, langgezogener Fachwerkflügel unter Halbwalmdach in Ziegelpfannendeckung. Symmetrischer Fachwerkabbund mit dreifeldigen Streben in heller Ziegelausfachung. Auf nördlicher Giebelseite außermittige Tordurchfahrt sowie Ladeluke im Giebelfeld, Wirtschaftsöffnungen auf westlicher Traufseite. | 47087667 | BW   |
| Gutsstraße 11 52° 25′ 49″ N, 10° 30′ 32″ O | Schmiede                  | | 47087758 | BW   |
| Gutsstraße 11 52° 25′ 51″ N, 10° 30′ 30″ O | Stallscheune              | Auf L-förmigen Grundriss stehender, zweiflügeliger eingeschossiger Ziegelbau mit Fachwerkdrempel in Ziegelausfachung unter Satteldach in Ziegelpfannendeckung mit nördlichen Remisenvordach. Wirtschaftsöffnungen unter Segmentbogenstürzen, Giebelseiten des nördlichen Langbaus mit profilierter Geschosszone und Giebelfries in Ziegelziersetzung. Südlicher Abschluss des Wirtschaftshofes. | 47087577 | BW   |
| Gutsstraße 11 52° 25′ 55″ N, 10° 30′ 28″ O | Jungviehstall             | Ursprünglich zwei eigenständige Fachwerkgebäude in Ziegelausfachung und Ziegelsockel unter Halbwalmdach in Ziegelpfannendeckung. Ehemaliger Schafstall beinhaltet Zierelemente; profilierten Knaggen, einem in Schiffskehlen gefasten und ornamentierten Schwellriegel, sowie als Spolie eingebauten und auf 1650(i) datierten Eselsrückenbogen, wohl ehemals Teil eines Ladeerkers. Symmetrischer Fachwerkabbund, außermittige Tordurchfahrt, Hofseite mit Ladeerkern. Teile des Fachwerkgefüges dendrochronologisch auf 1548 datiert. Scheunenflügel mit dreifeldigen Streben, hofseitigen Ladeerker sowie Wirtschaftstoren gestaltet und um 1805 datiert. | 33936339 | BW   |
| Gutsstraße 11 52° 25′ 53″ N, 10° 30′ 31″ O | Einfriedung               | Teile von Mauern und Toranlagen in westlicher und östlicher Verlängerung des ehemaligen Kuhstalls mit Backsteinmauerwerk, Sandstein-Abdeckplatten auf den Pfeilern sowie kunstvoll gezierten eisernen Torflügeln aus um 1900. | 47087948 | BW   |
| Gutsstraße 11 52° 25′ 53″ N, 10° 30′ 29″ O | Stallscheune              | Zweigeschossiger langgestreckter Backsteinbau auf verputzen Sockel unter Walmdach mit Niedersachsengiebel. Giebelseiten durch Zahnfries horizontal gegliedert. Westteil überhöht mit versetzter Dachschräge, Südlich Remisen-Dachüberstand, Rest des Daches mit leichtem Überstand auf Konsolen. Öffnungen unter Segmentbögen, auf Nordseite Fenster nachträglich zugemauert, im OG Ladeluken. Gebäude durch innenliegende Stahlträger nachträglich statisch verklammert. | 47087403 | BW   |
| Gutsstraße 11 52° 25′ 52″ N, 10° 30′ 24″ O | Herrenhaus                | Zweigeschossiger, stark gegliederter Schlossbau in Werksteinmauerwerk aus Muschelkalk auf Kellersockel unter abgewalmten Zollingerdächern in Biberschwanzdeckung sowie Kupferspitzen an Dachfirsten. Von 1906 bis 1908 nach einem Entwurf des Gutsbesitzers Bruno Löbbecke als Ersatz für einen Vorgängerbau von 1783 errichtet. Grundriss auf annähernder Hufeisenform, mit vortretenden Risaliten und Altanen. Haupteingang über das südliche Giebelfeld des Westflügels, kunstvoll gefasst hinter vorgelegter Treppe, unter auf Säulen ruhendem Vordach. Links daneben ein Erker mit darüber eingezogenem Balkon unter Korbbogen. Gegliederte Drillingsfenster mit Horizontaltrennung zum Oberlicht. Östlich im Innenwinkel turmartiger Risalit, mit gestalterisch alternierenden mit Rundbogen überfangenen Drillingsfenstern, polygonalem Tambour mit Lichtfenstern sowie auffälligen Kehlenausgestaltung der Gebäudeecke, und dreigeschossig gegliederter Glockenhaube. Nördlicher Querflügel schlichtere Fenstergestaltung, darüber breite Schleppgaube sowie verschalter Dachreiter mit Holzbalustrade und verjüngendem Aufsatz mit Glockenhaube, von Wetterfahne bekrönt. Südostecke durch Seitenrisalit abgeschlossen. Nordfassade durch Mittelrisalit mit vorgesetzten Altanvorbau betont, über dem mit Bogen überfangenem Balkon ein Zwerchgiebel mit Drillingsfenstern. Im DG flankierende breite Schleppgauben, an nordwestlichen Gebäudeecke Auslucht mit Balkon. | 33936314 |      |
| Gutsstraße 11 52° 25′ 49″ N, 10° 30′ 24″ O | Garten                    | | 47087885 | BW   |
| Gutsstraße 11 52° 25′ 51″ N, 10° 30′ 24″ O | Burggraft mit Teich       | Mit Ausnahme der östlichen um 1900 zugeschütteten Graft vorhandene, mindestens aus der Renaissancezeit strukturell überkommende, wehrhafte Wassergräben des adeligen Hauses Ribbesbüttel, mit rechteckiger Teichaufweitung der Graft im Süden. | 47087794 | BW   |
| Birkenweg 13 52° 25′ 55″ N, 10° 30′ 27″ O  | Wohn-/ Wirtschaftsgebäude | Eingeschossiger Fachwerkbau der ehemaligen Gutsförsterei von um 1880, mit im EG massiven Ziegelfassade, Zwerchhaus und Giebelseiten mit Sichtfachwerk und Ziegelausfachung, unter Satteldach in Ziegelpfannendeckung. Reich verziertes Flugsparrengebinde im Zwerchhausgiebel. Fenster im EG mit Segmentbogenstürzen und Sandsteinfensterbänken, im DG in profilierter Holzeinfassung. Rückwärtig orthogonal angesetzter Wirtschaftstrakt von um 1900 als Ziegelbau unter Satteldach in Ziegelpfannendeckung, Öffnungen in Segmentbögen, im Nordteil mit Sichtfachwerk gestaltet. | 47087229 | BW   |

### Gruppe: Revierförsterei Druffelbeck
Die Gruppe hat die ID 33920687. Forstgehöft bestehend aus Wohn-/ Wirtschaftsgebäude, Scheune und Backhaus.

| Lage                                             | Bezeichnung               | Beschreibung | ID       | Bild |
| ------------------------------------------------ | ------------------------- | --- | -------- | ---- |
| Druffelbecker Weg 28 52° 25′ 17″ N, 10° 30′ 4″ O | Wohn-/ Wirtschaftsgebäude | Eingeschossiges Hallenhaus in Vierständerbauweise auf Sandsteinsockel mit Backsteinrollschicht unterhalb der Schwelle, unter Krüppelwalmdach mit holzverkleideten Südgiebel mit mittiger Längseinfahrt.                       | 33936149 | BW   |
| Druffelbecker Weg 28 52° 25′ 17″ N, 10° 30′ 2″ O | Scheune                   | Fachwerkbau mit zwei Längseinfahrten im Osten, seitlichen Ställen auf verputztem Backsteinsockel unter hohen Satteldach mit Aufschieblingen. Ostgiebel mit vertikaler Holzverschalung und Diagonalstreben zur Eckaussteifung. | 33936173 | BW   |
| Druffelbecker Weg 28 52° 25′ 18″ N, 10° 30′ 3″ O | Backhaus                  | Eingeschossiger kleiner Fachwerkbau unter Satteldach mit Diagonalstreben zur Eckaussteifung, mit holzverschalten Giebeln. | 33936197 | BW   |

### Einzelbaudenkmale
| Lage                                      | Bezeichnung               | Beschreibung | ID       | Bild |
| ----------------------------------------- | ------------------------- | --- | -------- | ---- |
| Heerstraße 21 52° 26′ 0″ N, 10° 30′ 49″ O | Wohn-/ Wirtschaftsgebäude | Eingeschossiges Hallenhaus in Zweiständerbauweise mit außermittiger Längseinfahrt im Süden, unter Halbwalmdach. | 33936364 | BW   |

## Vollbüttel
| Lage                                       | Bezeichnung               | Beschreibung | ID       | Bild |
| ------------------------------------------ | ------------------------- | --- | -------- | ---- |
| Hauptstraße 38 52° 25′ 34″ N, 10° 29′ 1″ O | Wohn-/ Wirtschaftsgebäude | Hallenhaus in Vierständerbauweise mit zweigeschossigen Wohnteil und eingeschossigen Wirtschaftsteil in Ziegelausfachung, auf niedrigem verputztem Backsteinsockel unter Halbwalmdach. | 33936387 | BW   |